# Stephen Merchant
Stephen James Merchant (Bristol, 24 de noviembre de 1974) es un escritor, director, presentador de radio, comediante y actor británico. Es más conocido por sus colaboraciones junto a Ricky Gervais, el coguionista y codirector de la popular comedia británica The Office, como el coguionista, codirector y coestrella de Extras, y coanfitrión de la serie de The Ricky Gervais Show en su radio, podcast, audiolibros y los formularios programa de televisión. El show de Ricky Gervais como programa radial ha ganado un Premio de Bronce Sony. Aparece en la serie de la BBC Life's Too Short, que coescribió y codirigió. Fue protagonista de An Idiot Abroad, codesarrollado por Sky TV.
También fue la voz de Wheatley en el popular videojuego Portal 2. Apareció en la película Movie 43. En 2017 es parte del reparto de la película Logan interpretando a Caliban.

## Biografía
Stephen James Merchant nació en el suburbio de Hanham en Bristol el 24 de noviembre de 1974, hijo de la niñera Jane Elaine (née Hibbs) y el fontanero y constructor Ronald John Merchant.  Asistió a la escuela secundaria de Hanham y más tarde a la Universidad de Warwick en Coventry de 1993 a 1996, donde se graduó con una licenciatura en Cine y Literatura con una calificación de 2:1.  Trabajó como crítico de cine en la estación de radio estudiantil Radio Warwick, donde comenzó su carrera en la radiodifusión. Su grupo allí incluía al crítico de cine James King . Se redescubrieron varias cintas de The Steve Show y se han publicado en varios sitios de fans de Merchant.
Merchant se inspiró en John Cleese para dedicarse a la comedia. En 2019, dijo que nunca había conocido a Cleese, pero que sus padres lo habían conocido recientemente en un crucero y le habían pedido que firmara un libro para Merchant; también grabaron un mensaje de voz en el teléfono de su camarote, que consistía en que Cleese decía: "Hola, señor y señora Merchant, estaría más que feliz de firmar su libro. Me preguntaba si su Stephen Merchant es el mismo Stephen Merchant que colaboró con Ricky Gervais en The Office. Porque soy un gran admirador y, por favor, transmítale mis mejores deseos". Al escuchar esto, Merchant dijo: "No siento que necesite conocerlo ahora. Eso es todo lo que necesitaba".

## Filmografía

### Cine
| Año  | Título                       | Personaje                      | Notas                           |
| ---- | ---------------------------- | ------------------------------ | ------------------------------- |
| 2007 | Arma fatal                   | Peter Ian Staker               |                                 |
| 2007 | Run, Fatboy, Run             | Hombre con una pierna quebrada |                                 |
| 2009 | The Invention of Lying       | Hombre a la puerta             |                                 |
| 2010 | Tooth Fairy                  | Tracy                          |                                 |
| 2010 | Cemetery Junction            | Dougie Boden                   | Guionista y director            |
| 2010 | Jackboots on Whitehall       | Tom                            | Voz                             |
| 2010 | Burke and Hare               | Holyrood Footman               |                                 |
| 2011 | Hall Pass                    | Gary                           |                                 |
| 2011 | Gnomeo and Juliet            | Paris                          | Voz                             |
| 2013 | Movie 43                     | Donald                         | Segmento «Truth or Dare»        |
| 2013 | I Give It a Year             | Dan                            |                                 |
| 2017 | Logan                        | Caliban                        |                                 |
| 2017 | Table 19                     | Walter Thimble                 |                                 |
| 2018 | The Girl in the Spider's Web | Frans Balder                   |                                 |
| 2019 | Jojo Rabbit                  | Capitán Deertz                 |                                 |
| 2019 | Fighting with my Family      | Hugh                           | Guionista, productor y director |
| 2019 | Good Boys                    | Claude                         |                                 |
| 2021 | Locked Down                  | Michael Morgan                 |                                 |
| 2021 | A Boy Called Christmas       | Milka el raton                 | Voz                             |
| 2022 | The Ark and the Aardvark     | Croc                           | Voz                             |

### Televisión
| Año             | Título                             | Personaje               | Notas                             |
| --------------- | ---------------------------------- | ----------------------- | --------------------------------- |
| 2000            | Meet Ricky Gervais                 | Empleado del estudio    |                                   |
| 2002            | The Office                         | The Ogg Monster         | Guionista y director              |
| 2004            | Garth Marenghi's Darkplace         | Chef                    | Episodio 2                        |
| 2004            | Green Wing                         | Técnico de laboratorio  | Episode 6                         |
| 2005            | Bromwell High                      | El Sr. Phillips         | Voz                               |
| 2005-2007       | Extras                             | Darren Lamb             | Guionista y director              |
| 2007            | 24                                 | Técnico del CTU         |                                   |
| 2010            | An Idiot Abroad                    | Él mismo                | Productor ejecutivo               |
| 2010-2012       | The Ricky Gervais Show             | Él mismo                |                                   |
| 2011-2013       | Life's Too Short                   | Una versión de él mismo | Guionista y director              |
| 2011            | Ronnie Corbett's Comedy Britain    | Él mismo                | Productor ejecutivo               |
| 2011            | An Idiot Abroad 2: The Bucket List | Él mismo                | Productor ejecutivo               |
| 2013            | Hello Ladies                       | Stuart Pritchard        | Cocreador, coguionista y director |
| 2013            | Drunk History                      | Abraham Lincoln         | Episodio «Washington D. C.»       |
| 2014-2019       | Modern Family                      | Higgins                 | Episodio «Vegas»/ «El prescott»   |
| 2015            | The Big Bang Theory                | Dave Gibbs              | Estrella invitada 2 Episodios     |
| 2021-actualidad | The Outlaws                        | Greg                    | Director, productor y Guionista   |

### Videojuegos
| Año  | Título          | Personaje              | Notas                   |
| ---- | --------------- | ---------------------- | ----------------------- |
| 2011 | Portal 2        | Wheatley               | Voz                     |
| 2013 | Team Fortress 2 | Wheatley (como AP-SAP) | Voz (fuera de créditos) |
| 2015 | Lego Dimensions | Wheatley               | Voz                     |